# Lipari (île)
Ne pas confondre avec la commune, Lipari
Lipari est une île d'Italie située en mer Tyrrhénienne. Elle est la principale île de l'archipel des Éoliennes et dépend administrativement de la province de Messine. Elle comprend 16 000 habitants permanents, dont 7 000 dans la ville de Lipari.

## Histoire
Dès le Néolithique, les gisements d'obsidienne de Lipari sont exploitées et exportés. Ainsi une recherche portant sur 600 artéfacts en obsidienne de 25 sites archéologiques différents situés en Italie, en Sicile, en Sardaigne, dans le Sud de la France, à Malte et en Croatie a prouvé que plus de 95% de ces objets proviennent de Lipari, le reste provenant de l'île Pantelleria.
Dans l'Antiquité, elle portait le nom de Lipàra (Λιπάρα, du grec λιπαρός, « gras, onctueux » et, par extension « riche, fertile »). Elle était aussi appelée Meligunìs (Μελιγουνίς). À cette époque, l'île exporte de l'alun, sulfate utilisé pour le tannage du cuir et la teinture du textile, dans des amphores que les archéologues ont nommées « Lipari 1 » et « Lipari 2 ». La Lipàra grecque a été fondée au cours de la cinquième Olympiade (580-576 av. J.-C.) par les Cnidiens.
L'île est le théâtre de violentes éruptions en 780, avec des coulées d'obsidienne visibles à Rocche-Rosse et Forgia-Vecchia (flancs nord et sud du Monte Pelato), précédées d’expulsions de grandes quantités de ponces dont Lipari est le principal gisement européen, exploité industriellement au nord du port de Canneto. 
De 1925 à 1940, le régime fasciste y emprisonne ses adversaires politiques, parmi lesquels Curzio Malaparte, Emilio Lussu, Carlo Rosselli et Francesco Fausto Nitti.

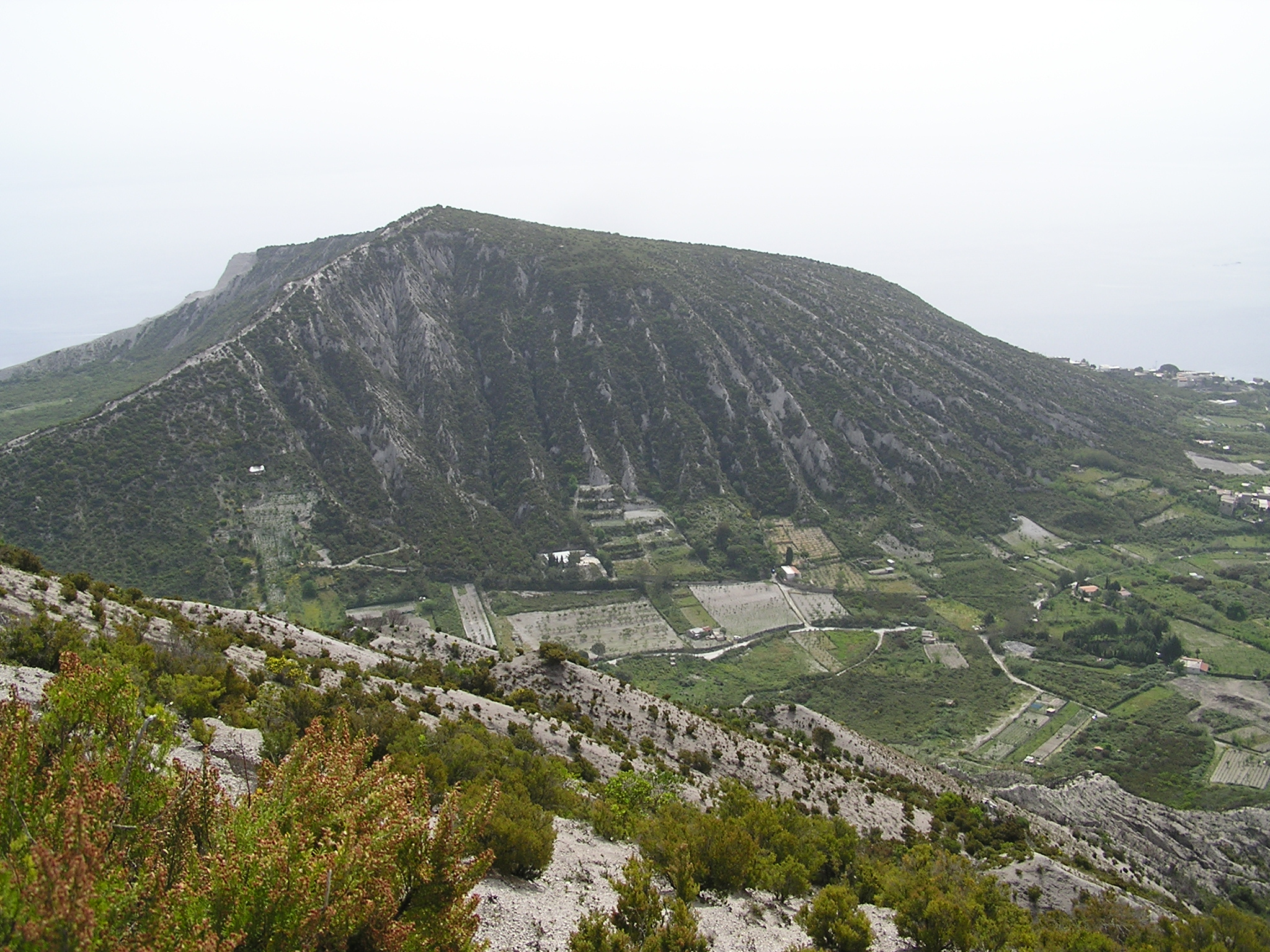
Intérieur de l'île de Lipari.
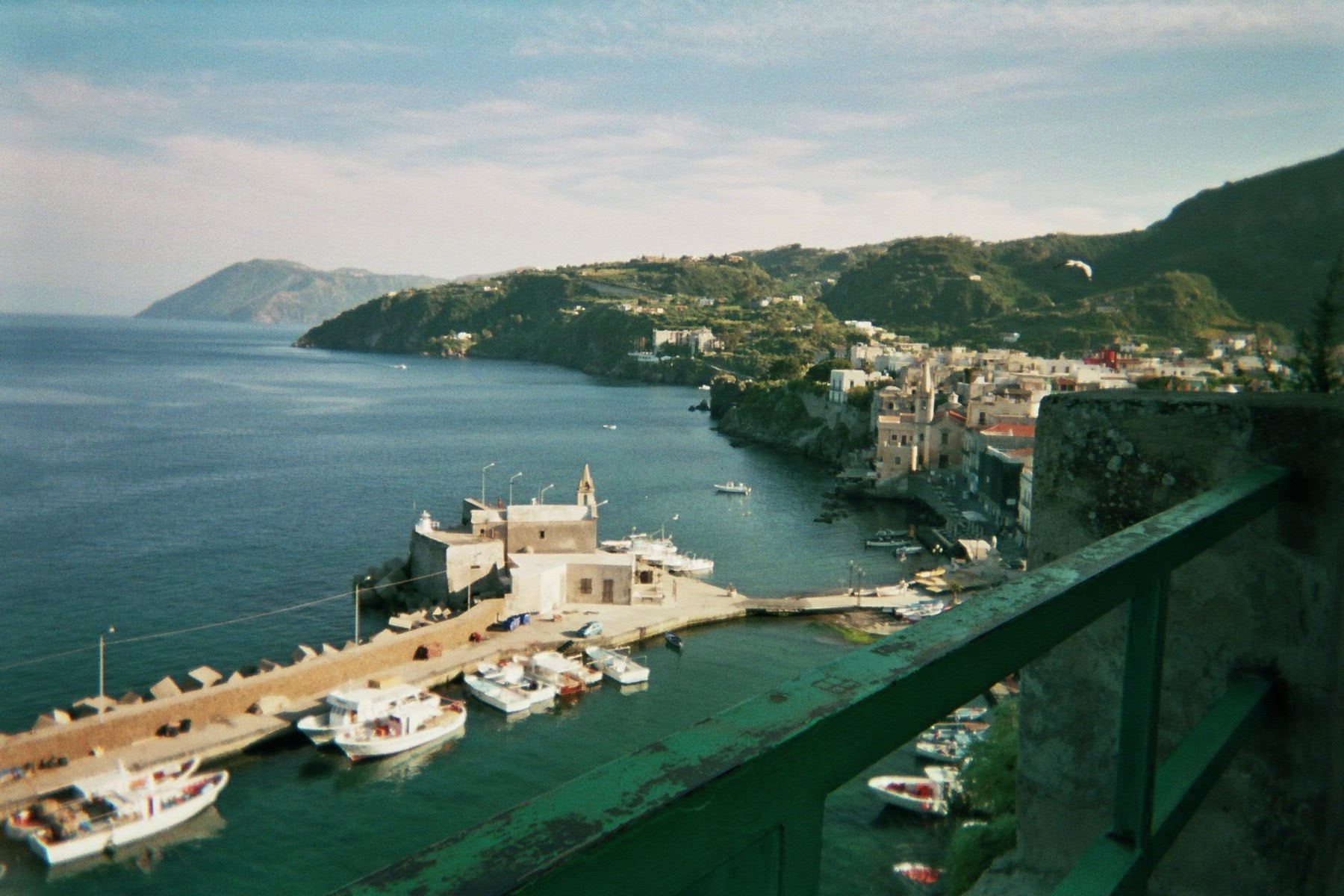
Lipari, vue portuaire.
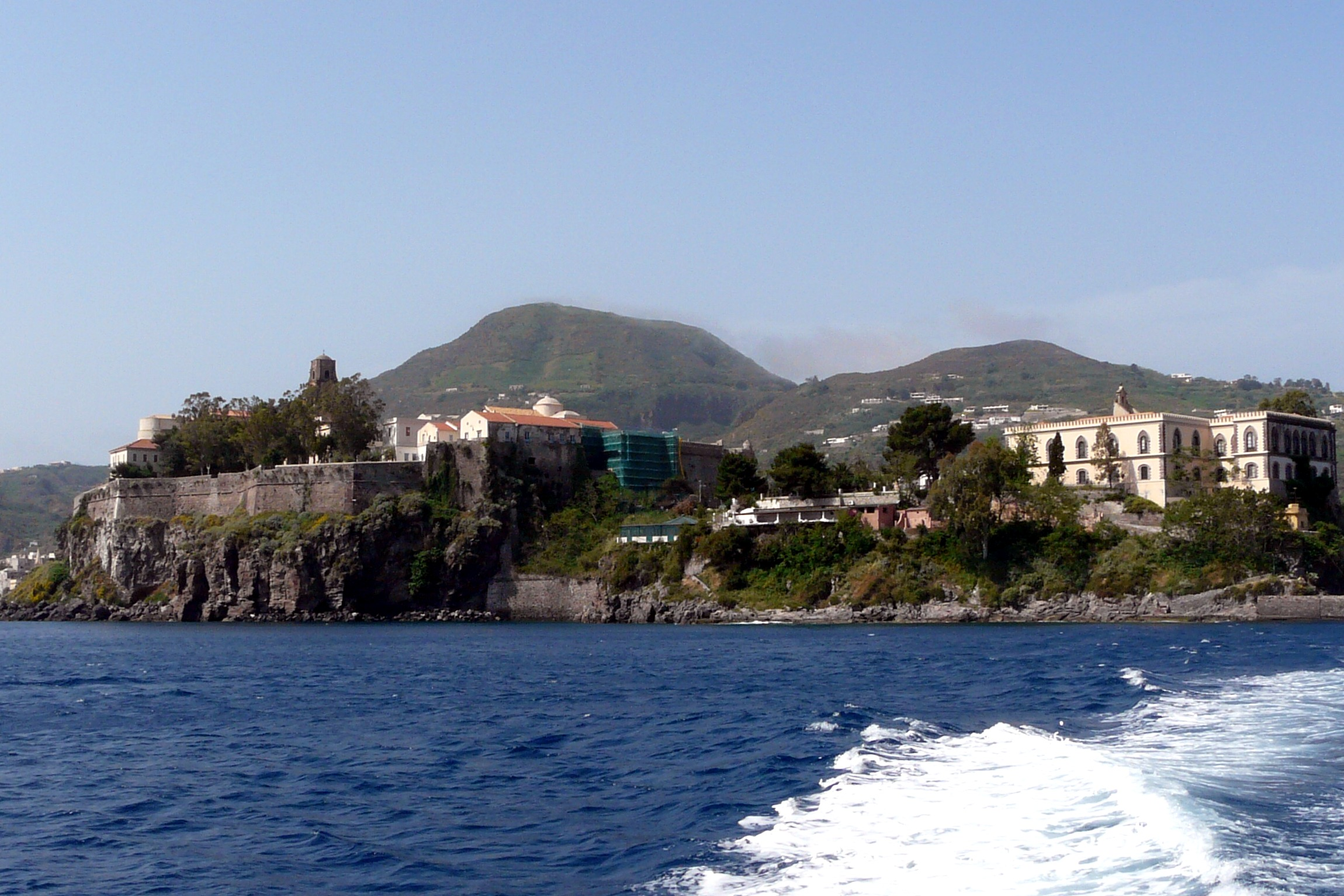
Lipari, colline du château.
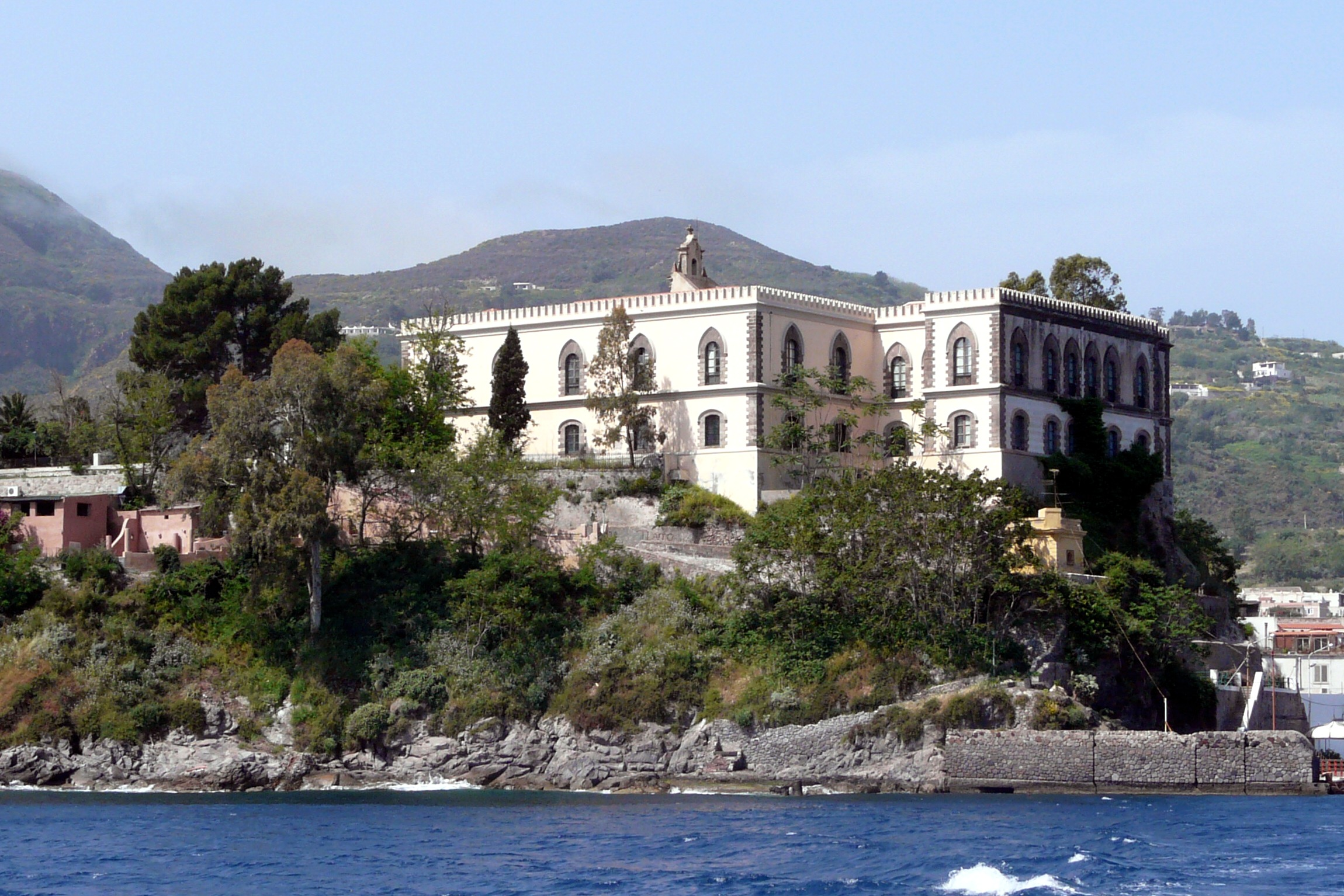
Lipari, colline du château.
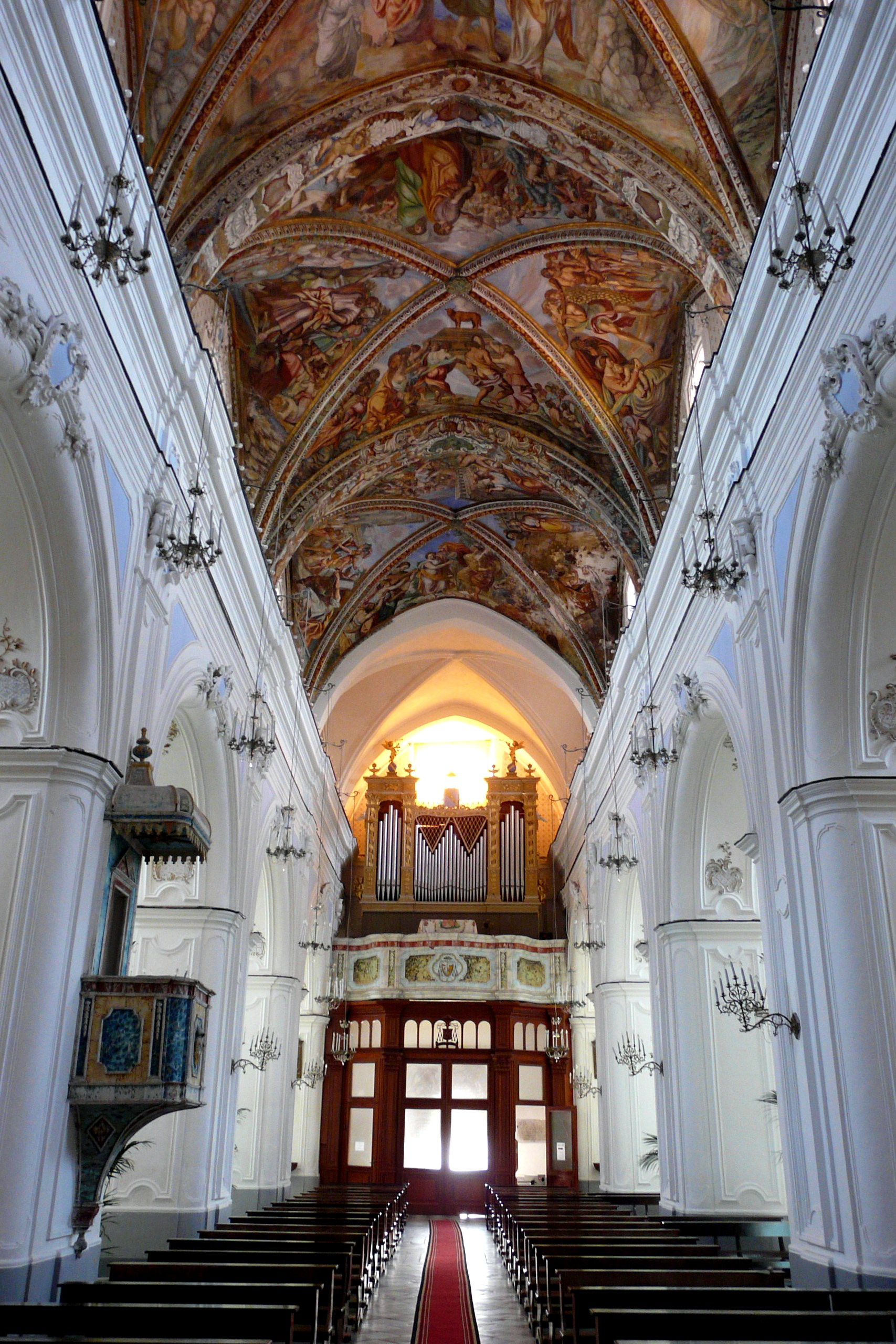
Lipari, intérieur de la cathédrale.
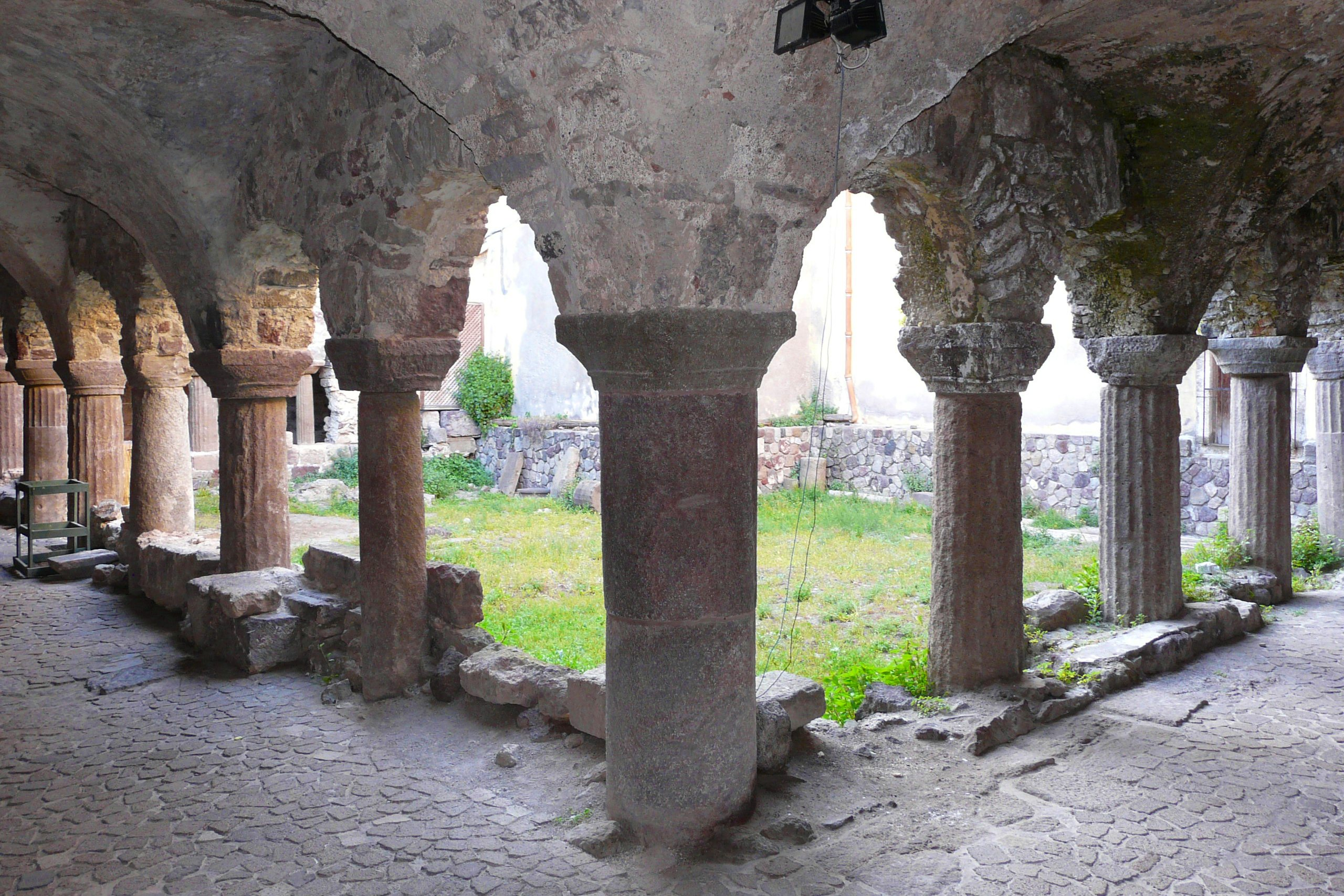
Lipari, cloître roman de la cathédrale.

## Légendes
De mirabilibus auscultationibus (Sur les choses merveilleuses entendues) (en), ouvrage faussement attribué à Aristote, présente une légende locale :
« Dans l'une des sept îles appelées Éoliennes, connue sous le nom de Lipara, il existe une légende selon laquelle il existe un tombeau dont on raconte de nombreuses merveilles. On s'accorde à dire qu'il n'est pas prudent de s'approcher de l'endroit la nuit, car on y entend le son des tambours et des cymbales, des rires distincts, du bruit et des claquements de crotalums (en). Il existe une histoire encore plus remarquable au sujet de cette grotte. Un jour, un homme dormit ici, ivre, avant l'aube. Ses serviteurs le cherchèrent pendant trois jours. Le quatrième jour, il fut retrouvé, emmené pour mort par les serviteurs et mis dans son propre tombeau. Après avoir reçu tous les rites habituels, il se leva soudain et raconta tout ce qui lui était arrivé. Cela nous semble plutôt une légende, mais il ne faut pas non plus passer à côté de cela sans le raconter, lorsqu'on fait le récit des événements sur place. »